# Janne Moilanen
Janne Moilanen (7 de novembro de 1989) é um futebolista finlandês.